# 美丽华鳅
美丽華鳅（学名：Sinibotia pulchra）为輻鰭魚綱鯉形目沙鳅科華鳅属的鱼类，為亞熱帶淡水魚類，分布于中國珠江水系及福建的九龙江及越南淡水流域，體長可達8.8公分，棲息在水質清澈的河川。该物种的模式产地在广西阳朔。

## 扩展阅读
維基物種上的相關：美丽華鳅